# Bakteroid

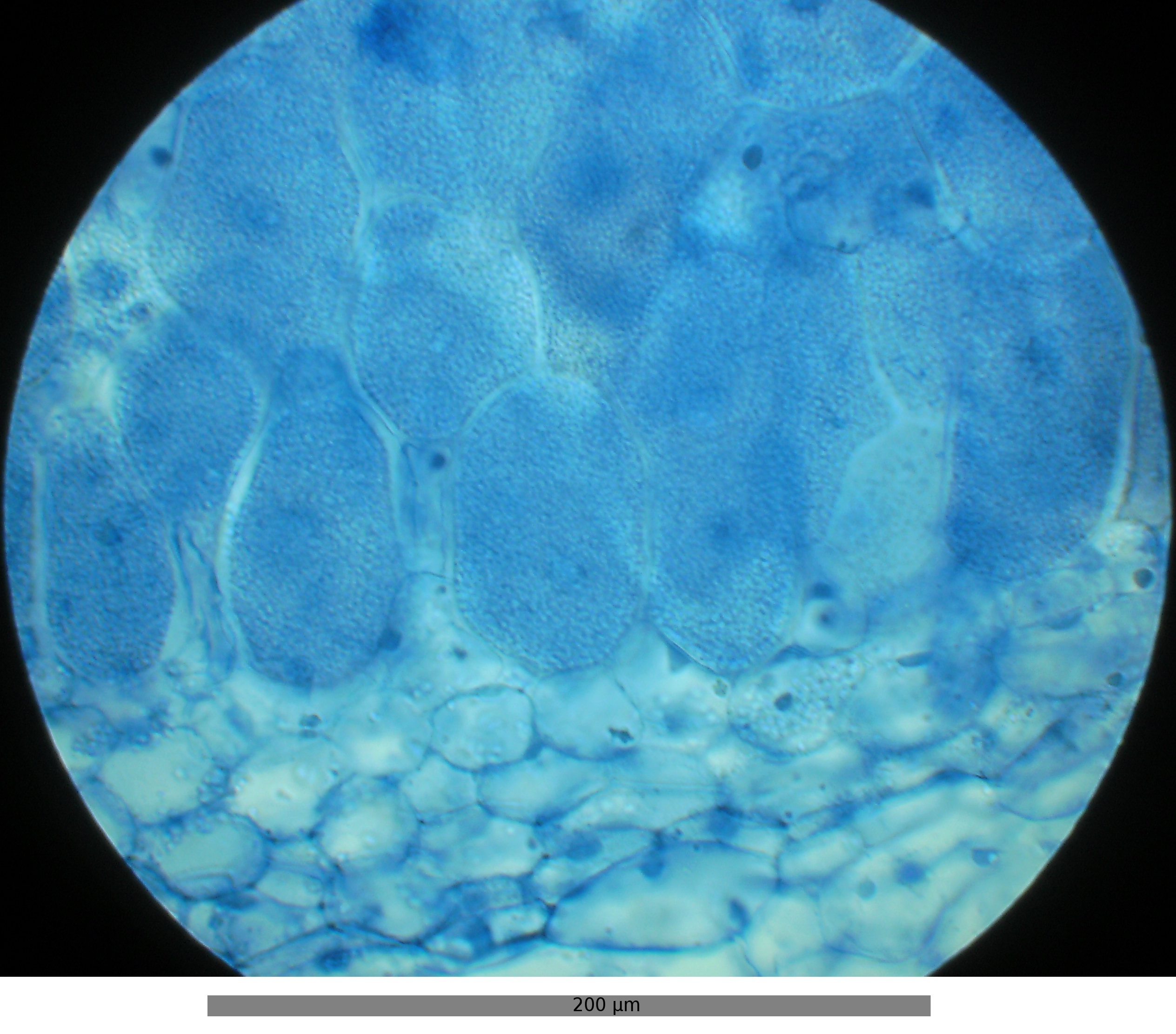
Komórki brodawki korzeniowej wyki z widocznymi bakteroidami.

Bakteroid – forma życiowa bakterii brodawkowych wewnątrz komórek brodawek korzeniowych wytwarzanych przez rośliny motylkowe. Bakterie w tej formie mają nieregularny rozgałęziony kształt.
Bakterie brodawkowe występują w glebie w formie pałeczek. Do wnętrza komórek roślin przedostają się przez strukturę nazywaną nicią infekcyjną, utworzoną materiału ściany komórkowej. Bakterie podczas wnikania do wnętrza komórki zostają otoczone błoną tworząc struktury nazywane symbiosomami zaliczane do wakuol. Wnikanie bakterii do komórek roślinnych odbywa się na drodze endocytozy. Zwykle każda z bakterii otaczana jest pojedynczo przez błonę peribakteroidalną. U Vigna radiata w wyniku zlewania błon peribakteroidalnych oraz podziałów bakterii w jednym symbiosomie może znajdować się do 15 komórek bakteryjnych. Wewnątrz symbiosomów bakterie przekształcają się z formy pałeczkowatej w nieregularne, rozgałęzione bakteroidy. W tej postaci bakterie brodawkowe wytwarzają związki azotu w postaci przyswajalnej dla roślin, pobierając w zamian substancje organiczne z organizmu rośliny. Tkanka z występującymi w niej bakteriami nazywana jest tkanką bakteroidalną. U roślin grochu komórki tkanki bakteroidalnej są tetraploidalne, u łubinu początkowo są miksoploidalne, a następnie przekształcają się w komórki diploidalne. Przyjmuje się, że do endopoliploidyzacji dochodzi na skutek endocytozy bakterii. Dodatkowym efektem jest zwiększenie rozmiarów zainfekowanych komórek.